# Балуку, Бекир
Бекир Балуку (алб. Beqir Balluku; 17 февраля 1917, Тирана — 5 декабря 1975, Тирана) — албанский коммунистический политик, военный и государственный деятель, член Политбюро ЦК АПТ, близкий сподвижник Энвера Ходжи. В 1953—1974 — министр обороны НРА. Активный участник политических репрессий. Обвинён в военном заговоре, приговорён к смертной казни и расстрелян.

## Партизан-коммунист
Родился в семье столичного среднего класса. Учился в Техническом колледже Тираны. В 1942 примкнул к коммунистическому партизанскому движению. Командовал партизанским батальоном, затем бригадой, участвовал в боях с оккупантами.
В партизанском движении вступил в Коммунистическую партию Албании, с 1948 — Албанская партия труда (АПТ). С 1943 член ЦК КПА/АПТ.

## Генерал-министр
После освобождения Албании от оккупации и прихода к власти коммунистов служил в армейских политорганах. В 1945 был членом Специального суда — чрезвычайного трибунала над коллаборационистами, монархистами и антикоммунистами. В 1948 назначен начальником генерального штаба албанской армии. В 1952—1953 находился на учёбе в СССР — прошёл курс в Высшей военной академии имени К. Е. Ворошилова. Был членом албанской партийно-правительственной делегации делегации на похоронах Сталина. (Для политической ситуации в Албании того периода и для состояния албано-югославских отношений характерно, что во время пребывания Б. Балуку в СССР югославские СМИ публиковали непроверенные сообщения о его казни и интернировании семьи.)
В 1948 году был введён в состав высшего органа партийно-государственной власти — Политбюро ЦК АПТ. Являлся депутатом Народного собрания. 1 августа 1953 был назначен министром обороны НРА в звании генерал-лейтенанта.
Принадлежал к ближайшему окружению первого секретаря ЦК АПТ Энвера Ходжи. Никита Хрущёв причислял Б. Балуку к «албанской руководящей тройке» — наряду с Энвером Ходжей и Мехметом Шеху (в интерпретации Хрущёва, роль Балуку напоминала Берию при Сталине: «Ходжа и Шеху решают кого убить, Балуку исполняет решение»). Идеологически Б. Балуку придерживался ортодоксально-коммунистических взглядов, полностью поддерживал и активно проводил сталинистскую политику Ходжи.
Весной 1956 сыграл видную роль в разгроме внутрипартийной оппозиции на конференции АПТ в Тиране. Именно он сообщил жене Энвера Ходжи Неджмие о готовящемся выступлении, что позволило руководству заблаговременно взять ситуацию под контроль. Приказом Бекира Балуку во время конференции был приведён в боеготовность танковый батальон.
После разрыва Албании с СССР стал активным сторонником ориентации на КНР. Он интенсивно налаживал контакты албанской армии с НОАК, лоббировал импорт китайского оружия. Главным его иностранным партнёром являлся Хуан Юншэн. Несколько раз Балуку встречался с Мао Цзэдуном.
В то же время, ещё в 1970 между Энвером Ходжей и Бекиром Балуку обозначилась напряжённость. В своих установочных выступлениях Ходжа требовал усилить в армии политический контроль, продвигать новые кадры на командные посты, безоговорочно принимать к исполнению партийные указания. Прямой критики Балуку ещё не звучало, но первый секретарь ЦК давал понять своё недовольство претензиями на самостоятельность и политическими амбициями военного руководства.

## Падение и казнь
Летом 1974 года подвергся резкой руководящей критике по вопросам военного строительства. Предполагается, что партийная верхушка и Сигурими были обеспокоены сильным влиянием министерства обороны и армейского командования на политические и экономические решения. Кроме того, вызывали подозрения тесные связи Бекира Балуку с КНР, его внимание к «ревизионистским» предложениям Чжоу Эньлая. В частности, Балуку был сторонником маоистской концепции «народной войны», которая в партийном руководстве считалась сомнительной (поскольку основывалась на партизанском движении, а не на государственных силовых структурах).
11 сентября 1974 был выведен из Политбюро, 16 декабря 1974 арестован Сигурими и обвинён в военном заговоре с целью «установления фашистско-ревизионистской диктатуры и реставрации капитализма». На суде ему инкриминировались также хищения военного имущества. 5 ноября 1975 был приговорён к смертной казни и через месяц расстрелян вместе с начальником генерального штаба Петритом Думе и начальником политуправления Хито Чако. К 25 годам тюрьмы был приговорён генерал Рахман Парлаку. (Все четверо были лишены наград и звания Народный герой.).
Кадри Хазбиу — на тот момент министр внутренних дел, глава карательных органов — впоследствии свидетельствовал, что Энвер Ходжа проявлял особую ненависть к казнённым генералам. Первый секретарь потребовал, чтобы «кости предателей никогда не были найдены». Хазбиу лично контролировал засекреченность мест захоронения.
«Дело генералов» явилось частью репрессивной кампании, проведённой в Албании в середине 1970-х. Примерно в то же время были репрессированы министр культуры Фадиль Пачрами и глава албанского ТВ Тоди Лубонья (за «либеральный уклон»), экономические министры Абдюль Келези и Кочо Теодоси (за «ревизионистский курс» и «причастность к военному заговору»). Такими методами укреплялось единовластие Энвера Ходжи и положение группы Мехмета Шеху.

## Семья
Б. Балуку был женат, имел шестерых детей (в том числе сына Члирима). После ареста его жена Тайбена Балуку подала на развод, заявив о невозможности совместной жизни с «врагом партии и правительства».
Дочь Члирима Балуку Белинда с 2019 года занимает пост министра инфраструктуры и энергетики Албании.